# Медаль за довголітню військову службу
Медаль "Медаль за довголітню військову службу", заснована в 1765 році королем Станіславом Августом, якою нагороджували унтер-офіцерів і солдатів рядового складу як почесну відзнаку за багаторічну зразкову військову службу. Медалі карбувалися двох видів: за тривалу службу в корпусі з написом: «За 18 років заслуг у одному корпусі» („Za Dosłużone Wziąż 18 Lat w Iednymże Corpusie”) і в полку з написом: «За 18 років заслуг у одному полку» („Za Dosłużone Wziąż 18 Lat w Iednymże Regimencie”)
Медаль вручалася Королем або командиром частини (корпусу, полку) під час урочистих зборів гарнізону.

## Нагородження
Медаль була срібна, кругла, діаметром 39 мм з вушком. На аверсі під короною містився напис: STANISLAUS / AUGUSTUS / KROL, внизу 2 перехрещені лаврові гілки. На реверсі був напис: FOR / DOSLUŻONE / STILL 18 YETS / IN CORPUS or REGIMEN / CIE і внизу 2 перехрещені лаврові гілки. Медаль носилася зліва на грудях, на синій стрічці. Статут нагороди дозволяв носити медаль після закінчення служби.

## Привілеї нагородженої особи
В ті часи до рядових та офіцерів нижніх чинів за незначні правопорушення, - застосовувались тілесні покарання.  Данна нагорода забороняла виконання вироку (військового суду) без ухвалення генерального коменданта. 